# Reproducció dels animals salvatges
La reproducció dels animals salvatges és el procés natural de la reproducció a l'hàbitat natural d'una espècie determinada. Es tracta d'un concepte diferent de la ramaderia i la cria en captivitat. Els animals sovint escullen un lloc per criar els seus fills basant-se en criteris molt estrictes relatius a la disponibilitat de refugis i la proximitat a l'aliment. A més a més, la temporada d'aparellament és una franja de temps concreta que ha evolucionat en consonància amb l'anatomia, els rituals d'aparellament, el clima i altres factors ecològics de cada espècie. Moltes espècies cobreixen grans distàncies per arribar a les seves àrees de reproducció.